# (9248) Sauer
(9248) Sauer (4593 P-L) – planetoida z pasa głównego asteroid okrążająca Słońce w ciągu 4,8 lat w średniej odległości 2,85 j.a. Odkryta 24 września 1960 roku.